# Tybaertiella
Tybaertiella là một chi nhện trong họ Linyphiidae.